# Kirby Law
Kirby Law (* 11. Februar 1977 in McReary, Manitoba) ist ein ehemaliger kanadischer Eishockeyspieler, der im Verlauf seiner aktiven Karriere zwischen 1993 und 2010 unter anderem annähernd 600 Spiele in der American Hockey League (AHL) auf der Position des rechten Flügelstürmers bestritten hat. Darüber hinaus absolvierte Law weitere 185 Partien in der Schweizer National League A (NLA) und stand in neun Partien für die Philadelphia Flyers in der National Hockey League (NHL) auf dem Eis.

## Karriere
Kirby Law erlernte das Eishockeyspielen in seiner Heimatstadt bei den McReary BigMacs, mit 15 Jahren spielte er für die Dauphin Kings in der Manitoba Junior Hockey League (MJHL). Seine Juniorenkarriere setzte er ab dem Sommer 1993 bei den Saskatoon Blades in der Western Hockey League (WHL) fort. Zwei Jahre später wechselte er innerhalb der Liga zu den Lethbridge Hurricanes, bei denen er drei Jahre spielte und im Frühjahr 1997 die Meisterschaft der WHL in Form des President’s Cups gewann. Anfang September desselben Jahres tauschten ihn die Hurricanes gegen Jason Boyd von den Brandon Wheat Kings.
Nach einem Jahr unterschrieb der Stürmer als Free Agent einen Vertrag bei den Orlando Solar Bears in der International Hockey League (IHL), da er trotz guter Leistungen in der WHL nicht beim NHL Entry Draft berücksichtigt worden war. Zu Beginn der folgenden Spielzeit verpflichteten ihn die Atlanta Thrashers aus der National Hockey League (NHL) und setzten ihn bei ihrem Farmteam, den Louisville Panthers, in der American Hockey League (AHL) ein. In einem Tauschgeschäft mit den Philadelphia Flyers, die im Gegenzug zwei Draft-Wahlrechte an Atlanta abtraten, wurde Kirby Law zum Farmteam der Flyers, den Philadelphia Phantoms, geschickt. In den folgenden Jahren spielte er hauptsächlich bei den Phantoms, kam aber auf insgesamt neun NHL-Spiele. Im Sommer 2004 wurde er schließlich von den Minnesota Wild als Free Agent verpflichtet, allerdings spielte er auch in der Organisation der Wild ausschließlich bei deren AHL-Kooperationspartner, den Houston Aeros. In der Saison 2005/06 wurde der Kanadier als Topscorer der AHL mit 110 Punkten mit der John B. Sollenberger Trophy ausgezeichnet und folgerichtig ins AHL First All-Star Team gewählt.
Da er trotz seiner guten Leistungen in der AHL keinen Stammplatz im NHL-Kader der Wild bekam, wechselte Law zu Beginn der Saison 2006/07 zum Schweizer Klub Genève-Servette HC in die Nationalliga A (NLA) und unterschrieb einen Zweijahresvertrag. Da Servette in der ersten Runde der NLA-Playoffs ausschied, wechselte er zusammen mit Serge Aubin leihweise in die Nationalliga B (NLB), um dem EHC Biel im Playoff-Finale und bei eventuellen Relegationsspielen zu unterstützen. Zwar sicherten sich die Bieler die Meisterschaft, scheiterten jedoch in den Aufstiegsspielen. Law kehrte daraufhin nach Genf zurück und nahm im Anschluss erfolgreich mit dem Team Canada an der 81. Austragung des traditionsreichen Spengler Cups teil. Nachdem der Angreifer die Saison 2008/09 bei Neftechimik Nischnekamsk in der Kontinentalen Hockey-Liga (KHL) begonnen hatte, wurde er im Oktober 2008 von Fribourg-Gottéron aus der NLA verpflichtet und unterschrieb einen Vertrag bis Saisonende. Nach Auslauf des Vertrages wechselte er zum Ligakonkurrenten HC Ambrì-Piotta, wo der 33-Jährige seine aktive Karriere im Sommer 2010 beendete.

## Erfolge und Auszeichnungen
| - 1997 President’s-Cup-Gewinn mit den Lethbridge Hurricanes - 2004 Teilnahme am AHL All-Star Classic - 2006 Teilnahme am AHL All-Star Classic - 2006 John B. Sollenberger Trophy | - 2006 AHL First All-Star Team - 2007 Meister der NLB mit dem EHC Biel - 2007 Spengler-Cup-Gewinn mit dem Team Canada |

## Karrierestatistik
(Legende zur Spielerstatistik: Sp oder GP = absolvierte Spiele; T oder G = erzielte Tore; V oder A = erzielte Assists; Pkt oder Pts = erzielte Scorerpunkte; SM oder PIM = erhaltene Strafminuten; +/− = Plus/Minus-Bilanz; PP = erzielte Überzahltore; SH = erzielte Unterzahltore; GW = erzielte Siegtore; 1 Play-downs/Relegation; Kursiv: Statistik nicht vollständig)